# Захват корабля «Маркиз Олинда»
Захват корабля «Маркиз Олинда» — инцидент, произошедший 12 ноября 1864 года на реке Парагвай, в ходе которого парагвайскими войсками было захвачено бразильское торговое судно «Маркиз Олинда» со всеми, кто находился на борту.
Президент Парагвая Франсиско Лопес приказал арестовать судно в качестве ответа на бразильское вторжение в Уругвай, хотя официально Парагвай не объявлял войну Бразильской империи.

## Предыстория
С приходом Франсиско Лопеса к власти территориальные разногласия, зародившиеся во времена правления Карлоса Лопеса, вновь обострились, поскольку он расширил своё влияние на внешнеполитической арене, достигнув с аргентинскими и уругвайскими лидерами договорённостей по вопросу доступа к морю по реке Ла-Плата. Несмотря на это, между Бразильской империей и Парагваем не было ничего, что могло бы оправдать любые военные действия с обеих сторон. Однако, когда началась Уругвайская война, уругвайцы попытались оказать давление на Лопеса, чтобы он помог им против бразильцев, направив агентов для его переубеждения, а также для сбора информации, которая могла бы повлиять на решение парагвайского лидера.

## Захват судна
Один из уругвайских агентов получил информацию о том, что на борту бразильского парохода «Маркиз Олинда» находится недавно назначенный губернатор штата Мату-Гросу Фредерику де Кампус, вместе с вооружением и золотом, и посоветовал Лопесу захватить корабль. Это была попытка уругвайских агентов отвлечь внимание Бразилии от противостояния с Уругваем. Лопес последовал этому совету и арестовал корабль 12 числа, прежде чем он пересёк парагвайскую границу. Все бразильские пассажиры, экипаж и офицеры были заключены в тюрьму, большинство из них умерло от пыток, голода и отсутствия медицинской помощи. Только два офицера пережили арест и были освобождены в 1869 году.

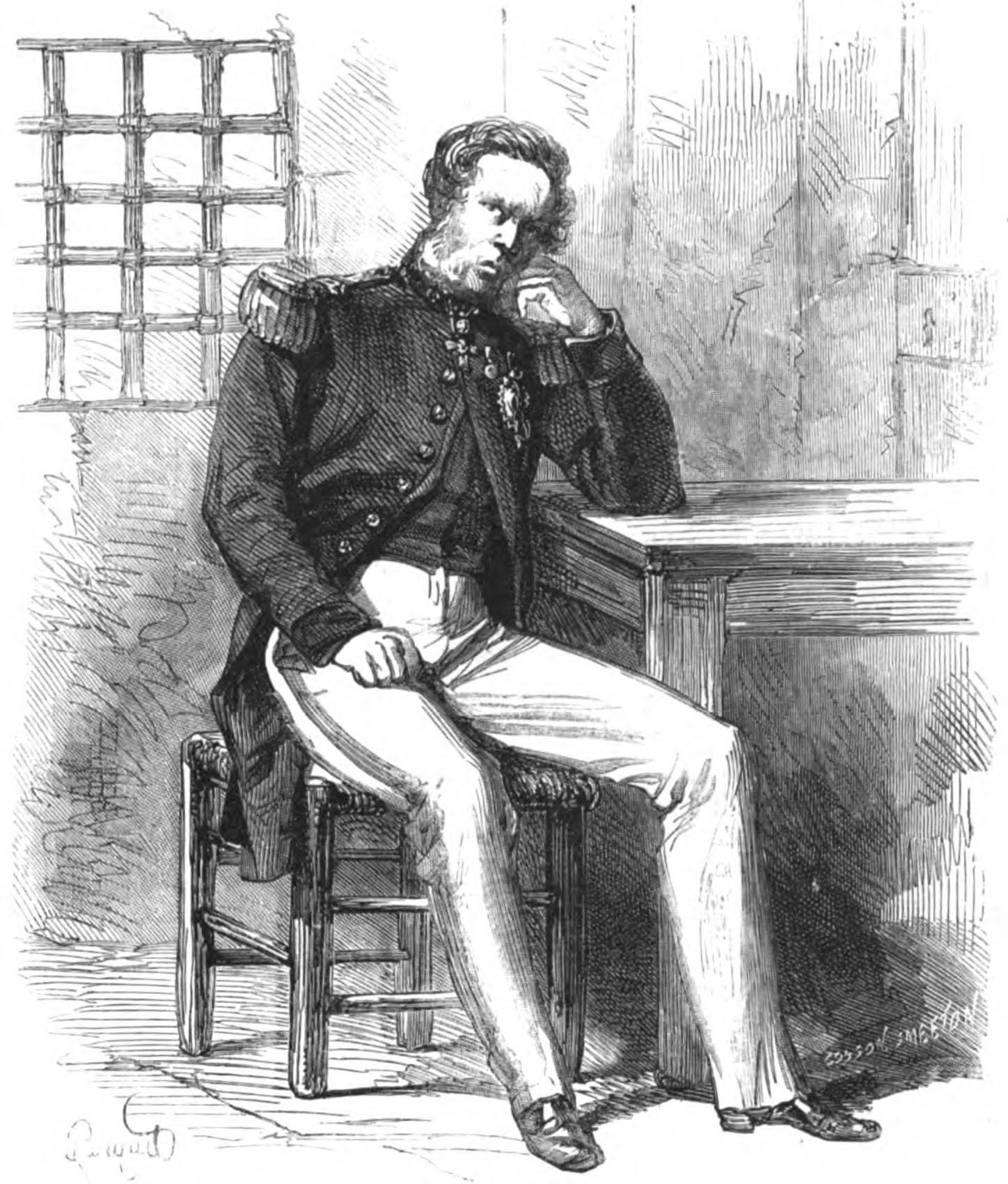
Фредерику де Кампус в парагвайском плену

## Последствия
Захват судна спровоцировал начало Парагвайской войны, хотя насчёт истинного происхождения конфликта историки спорят до сих пор.
После этого события судно было переоборудовано в военный корабль и участвовало в действиях по вторжению в Мату-Гросу и битве при Риачуэло, где оно столкнулось с бразильским фрегатом «Амазонас».

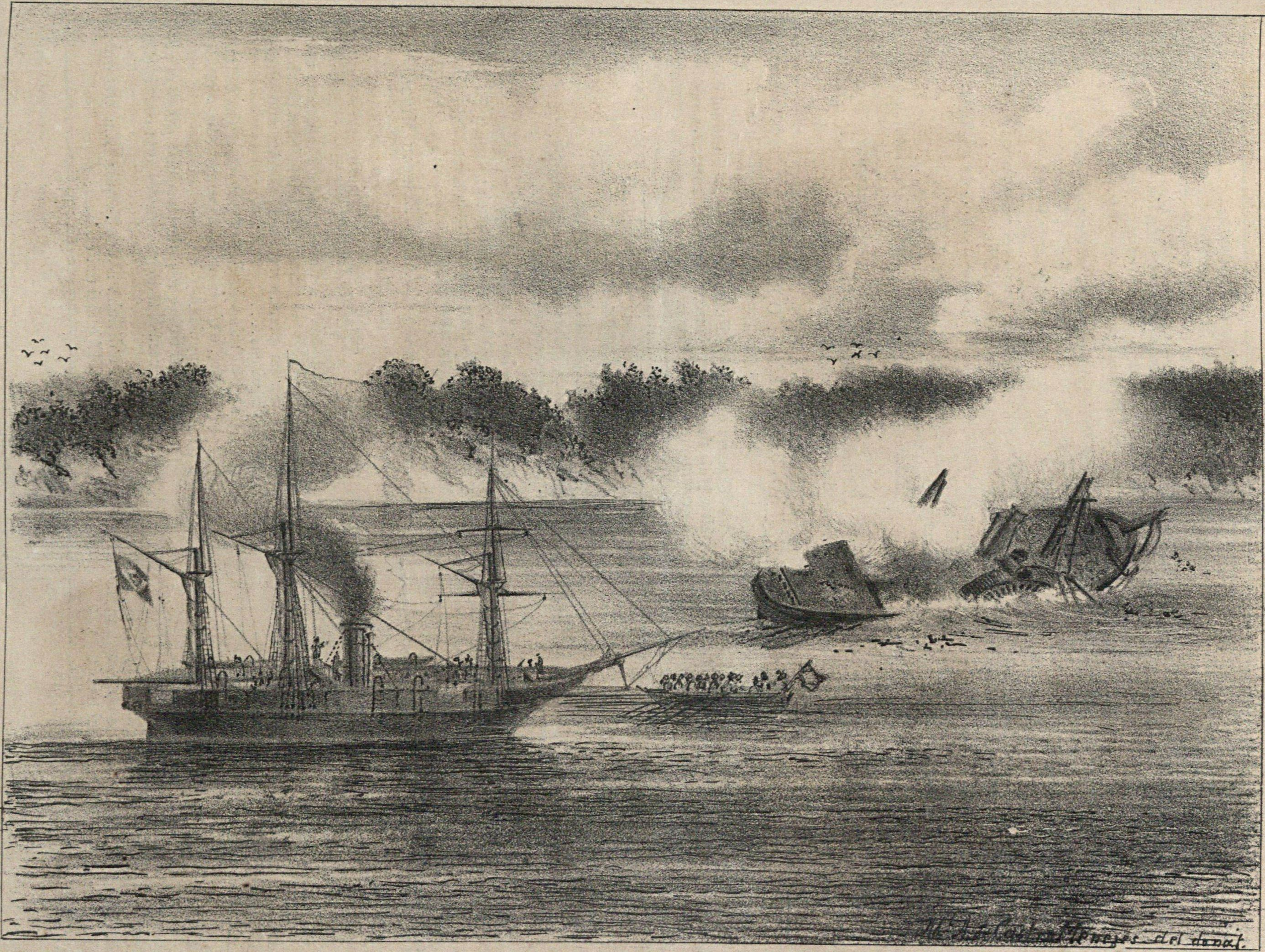
«Маркиз Олинда» в битве при Риачуэло